# Judith Jasmin
Pour les articles homonymes, voir Jasmin (homonymie).
Judith Jasmin (née le 10 juillet 1916 à Terrebonne, morte le 20 octobre 1972 à Montréal à l'âge de 56 ans) est une comédienne, réalisatrice et journaliste québécoise. Découverte à la radio comme jeune comédienne et journaliste, elle devient une véritable icône québécoise à compter des années 1950, lorsqu’elle entame sa carrière journalistique au petit écran de Radio-Canada.    
Pionnière du journalisme électronique, elle est la première femme québécoise et canadienne à faire de l'information politique et internationale, à parcourir le monde comme grand reporter et la première correspondante de Radio-Canada à l'étranger. Femme engagée, elle est aussi une éveilleuse de consciences qui milite pour le droit des femmes et participe aux mouvements en faveur de la laïcité, de l'écologisme, du pacifisme et de l'antiracisme. En 2021, le gouvernement du Québec reconnaît son apport à la société québécoise en la désignant personnage historique.  

## Biographie

### Enfance et formation

#### L'appel de l'Europe
Judith Renée Jacqueline Carmen Jasmin est née le 10 juillet 1916 à Terrebonne, au Québec. Elle est la fille d'Amédée Jasmin, notaire de profession, et Rosaria Desjarlais. Ses parents sont tous deux issus du monde rural, au même titre que les trois quarts des Canadiens français à l'époque. Judith est l'aînée d'une fratrie de trois enfants: elle a une petite sœur, Claude, et un petit frère, Jean-Jacques. Ce dernier doit son nom à l'admiration que voue sa mère au philosophe des Lumières Jean-Jacques Rousseau. 
La jeune Judith évolue dans un milieu familial particulièrement stimulant intellectuellement. Son père, Amédée, est un anticlérical de tradition libérale mais sensible aux idées socialistes et communistes. Il suit les traces de son paternel, Vincent-Ferrier Jasmin, cultivateur de la région de Saint-Laurent, peu instruit mais profondément nationaliste et libéral.  Fondateur du mensuel L'Écho de Terrebone, Amédée Jasmin milite pour la laïcité, la séparation des pouvoirs ainsi que l'instruction gratuite et obligatoire. Féru de littérature, il lit Hugo, Zola, Anatole France, Tolstoï ou encore Gorki et s'intéresse de près à l'actualité locale et internationale. La mère de Judith, Rosaria, n'a pas le niveau d'étude ou la culture politique de son mari mais partage sa curiosité intellectuelle et son goût pour la culture. Fille d'un boulanger forcé de s'exiler aux États-Unis après avoir fait faillite, elle est sensible aux enjeux sociaux et cultive un goût prononcé pour l'aventure. Les enfants Jasmin évoluent au sein d'un foyer où l'engagement est à l'honneur, au contact d'un pluralisme d'idées et de croyances. 

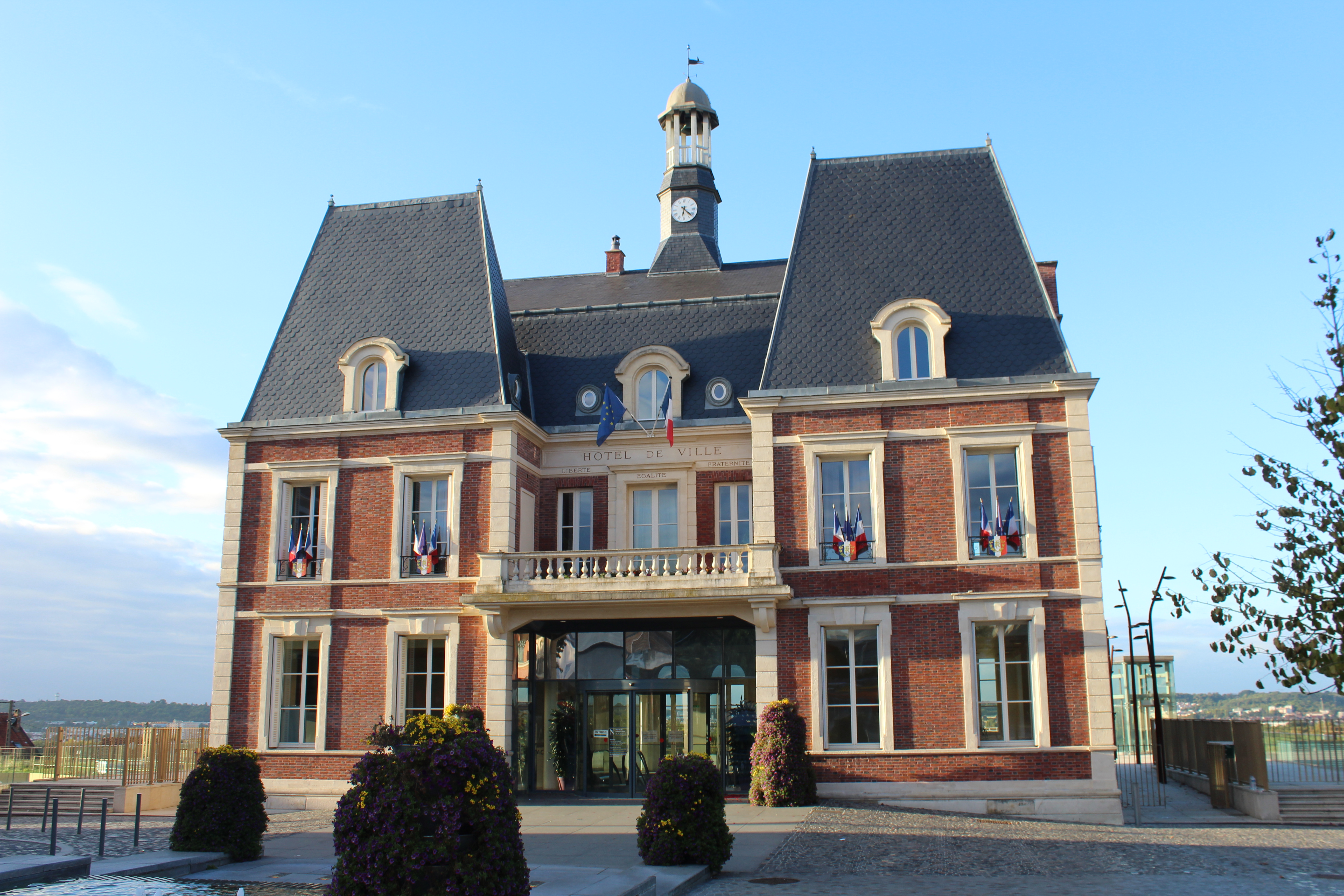
La mairie de Noisy-le-Grand

Fascinés par l'Europe et étouffés par une société québécoise qu'ils considèrent muselée par la tutelle religieuse, profondément conservatrice et réactionnaire, la famille Jasmin lève les voiles vers le Vieux Continent en 1921. Ils s'installent à Paris, qu'Amédée Jasmin qualifie de capitale du monde civilisé. Un tel projet est peu commun pour une famille canadienne française à l'époque, d'autant plus que les Jasmin n'ont rien d'une famille bourgeoise. Immigrer en France est l'occasion pour eux de se ressourcer aux pays des ancêtres et d'étudier l'application du socialisme et des coopératives ouvrières. Toute jeune, Judith Jasmin est profondément marquée par les idéaux progressistes de ses parents. Âgée d'à peine dix ans, elle a Jeanne d'Arc pour modèle et rêve de révolution. Trente ans plus tard, elle reviendra sur cet état d'esprit:

« Quand je rêvais d'avenir, je me voyais volontiers à la tête d'une armée (sans arme, comme Jeanne d'Arc) boutant les Anglais hors du Canada, ma lointaine patrie, ou bien encore active dirigeant un orphelinat modèle où garçons et filles connaîtraient une vie meilleure. [...] Jamais je n'ai rêvé d'un mari, d'un foyer, d'enfants à moi. Ce bonheur simplet ne m'appelait pas - il me semblait médiocre , borné, fait pour tout le monde. Je voulais une vie d'exception . Mais intérieurement j'avais une peur bleue de ne pas l'obtenir. »

Amédée Jasmin fait construire une maison au 23 de l'avenue Chilpéric, à Noisy-le-Grand, en banlieue parisienne. La jeune Judith y vit une enfance heureuse entre chaleur familiale, excursions à la campagne et visites au musée. Elle étudie à l'école communale, où elle s'impose naturellement comme une meneuse de groupe, même auprès des garçons plus âgés, puis entre à l'automne 1926 au Lycée Fénélon, à Paris,. Les sœurs Jasmin y sont surnommées "les Canadiennes" et suscitent la curiosité de leurs camarades de classe. Elles profitent de leur naïveté et assument volontiers leur exotisme, quitte à feindre de parler des langues autochtones inventées de toutes pièces.  
Bien qu'elle soit très heureuse en France, le bonheur de Judith Jasmin doit prendre fin. Les économies s'épuisent et la famille doit rentrer au pays en 1929. De retour au Québec, ils s'installent dans le quartier Villeray, à Montréal. Fidèle à ses idées socialistes, Amédée Jasmin a voulu s'établir dans un quartier peuplé d'ouvriers et d'immigrants, à qui il propose ses services de notaire. La situation devient toutefois vite précaire lorsque le Krach de 1929 balaie le peu qu'il reste des économies familiales. Pour Judith Jasmin et sa sœur Claude, le retour au Québec est d'autant plus difficile que, plus Françaises que Canadiennes, elles ont beaucoup de mal à s'acclimater à une société encore très conservatrice. 
Inscrite au cours de Lettres-Sciences d'un pensionnat des religieuses de la congrégation Notre-Dame, Judith Jasmin entre en neuvième année. Habituée à une éducation laïque à la française, elle trouve difficile l'adaptation à l'atmosphère des couvents québécois. Son père tente de pallier cela en initiant ses filles à des activités parascolaires instructives, notamment des films, des conférences et des réunions politiques. C'est ainsi que lors des élections fédérales de 1930, la jeune Judith a la chance d'assister à une conférence de la journaliste et militante féministe Idola Saint-Jean, alors candidate.
Les efforts d'Amédée Jasmin seront vains car sa fille aînée ne rêve que de la France. À force d'insister, elle voit ses souhaits exaucés: elle retourne suivre des études en Europe pendant deux ans. Judith Jasmin est alors interne au lycée pour jeunes filles de Versailles, où elle étudie avec enthousiasme et détermination. Elle a de la facilité en français, particulièrement en composition, mais peine à suivre ses camarades de classe en latin et en arithmétique. Malgré une certaine propension à la paresse, elle déploie des efforts acharnés pour pallier ces faiblesses car, fougueuse et idéaliste, elle cultive de grandes ambitions pour son avenir.

#### Retour au pays

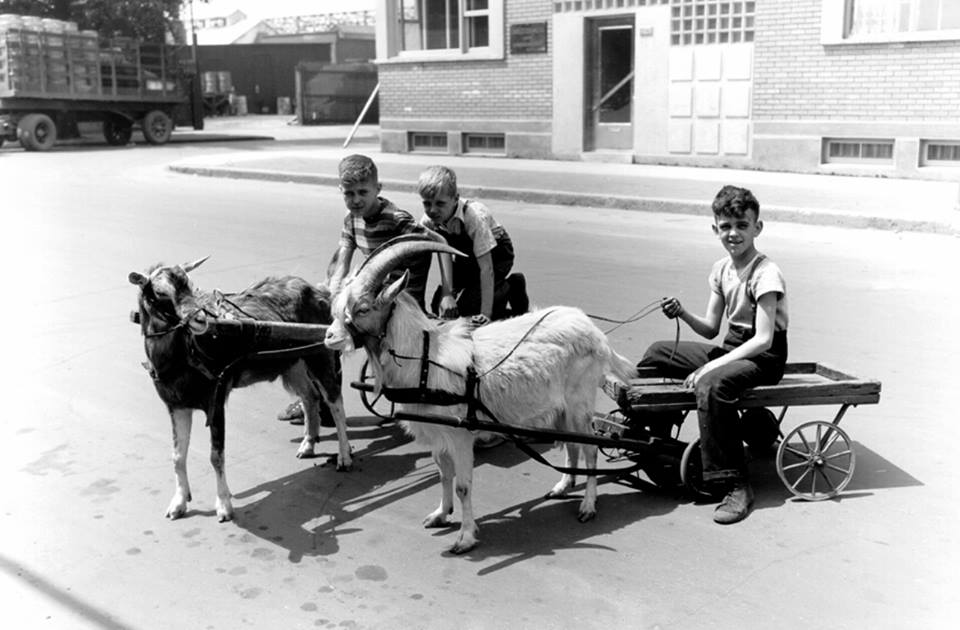
Des enfants à Ville-Émard, en 1948.

Judith Jasmin rentre au Québec en 1931, à l'âge de 15 ans. Ses parents font l'annonce de son retour et de sa réussite scolaire dans le quotidien La Presse. Cette fierté camoufle toutefois une période difficile. À Montréal, l'adolescente retrouve une famille en plein déclin social et économique, qui souffre, comme beaucoup, de la crise économique des années 1930. Son père, jadis optimiste et déterminé, est devenu aigri et abattu. Sa mère n'arrive pas à s'adapter à Ville-Émard, leur nouveau quartier, dont « la médiocrité [...] énerve, porte à la critique, rend de mauvaise humeur et empêche de vivre heureuse ».  Cette situation affecte profondément Judith Jasmin, contribuant à lui forger une volonté de fer et la conviction que sa réussite peut garantir aux siens un avenir meilleur. Elle n'est toutefois pas tout à fait sûre du chemin à emprunter, comme en témoigne son journal personnel: 

« Je suis confuse de ne m'être pas encore décidée. Car j'estime que le goût de la vocation se marque déjà lorsqu'on est jeune. Si je suis médecin, comme le désirent mes parents, je veux, à force de travail acharné, procurer à mes parent une douce aisance où ils puissent couler leurs vieux jours entourés du confort et même d'un certain luxe: théâtre, livres, voyages, des plaisirs instructifs. Ils auront tout ce qu'ils voudront. Je voudrais le promettre ici mais le destin est là qui se joue de nous et de nos projets. »

En juillet 1931, elle entre en rhétorique au collège Marguerite-Bourgeoys des sœurs de la congrégation Notre-Dame. Plus Française que Canadienne,  animée d'un certain chauvinisme, elle juge sévèrement la qualité de l'éducation qu'on lui inculque. La sévérité de son analyse ne se limite pas aux murs de l'établissement d'enseignement: elle considère sa société comme snob, matérialiste et inculte. Pour sa biographe, Colette Beauchamp, « entre le quartier ouvrier de Ville-Émard, où elle se bute au mépris de la langue française et de la culture, et le collège qui ne lui offre pas le climat intellectuel du lycée de Versailles, la fenêtre de Judith sur la société canadienne-française est étroite ».  
Au collège, elle est une élève remarquée qui se distingue de ses camarades par son ardeur studieuse, la qualité de sa langue, sa vaste culture générale et son sens critique. Malgré cela, la jeune fille se tient à l'écart, timide et réservée, sans doute gênée par le contraste entre le milieu bourgeois du collège et la pauvreté dans laquelle évoluent les siens. Réfugiée dans ses lectures et soutenue par quelques fidèles amies, elle ne se laisse pas abattre par ces conditions difficiles et obtient son diplôme en 1935. À l'époque, Judith Jasmin a déjà une conscience sociale très développée pour une jeune fille de son âge. Se tenant au fait de l'actualité locale et internationale, elle a déjà des opinions tranchées qu'elle défend passionnément. Elle est, comme son père, attirée par les idées socialistes. Particulièrement captivée par l'actualité européenne, elle s'intéresse de près à la Guerre civile espagnole et pourfend les fascismes.   
À la sortie du collège, ses ambitions académiques sont mises à mal par la situation financière familiale: son père n'a pas de quoi lui payer ses études et elle ne peut obtenir de bourses, l'accès à l'université étant limité pour les femmes. Elle décide donc d'entamer des études en chimie, moins longues et moins coûteuses que celles de médecine. Le projet sera de courte durée: elle doit laisser tomber devant l'impossibilité de se trouver un emploi pour financer ses études. Sous les encouragements de son père, qui cultive de grands espoirs pour son aînée, elle tente sa chance loin des laboratoires. Elle allait devenir comédienne.  

### Carrière de comédienne
Judith Jasmin commence par fouler les planches de théâtres amateurs sans trop y croire. Elle multiplie les petits boulots et continue d'étudier la chimie dans l'optique de peut-être un jour reprendre ses études. Elle est éventuellement repérée par Lionel Daunais et Charles Goulet, directeurs des Variétés lyriques, qui lui offrent son premier rôle professionnel: elle incarne la comtesse dans Les valses de Vienne de Johann Strauss. En un an, Judith Jasmin est passée de parfaite inconnue à comédienne du Monument-National. La critique est élogieuse, soulignant le « charme de sa personnalité », sa « facilité d'interprétation » et sa « diction remarquable ». 

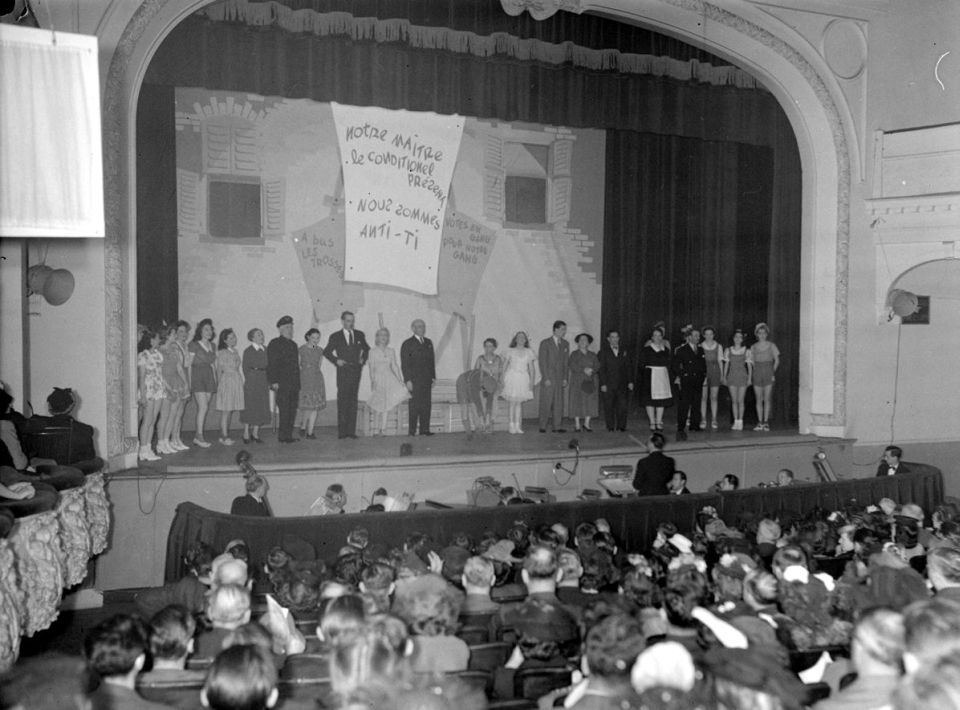
Une scène du Monument-National en 1943.

Cette première expérience professionnelle ne signifie toutefois pas la fin des jours de misère. Alors que sa mère est embauchée comme domestique chez une famille bourgeoise, elle devient vendeuse dans une librairie pour subvenir aux besoins de sa famille.  Humiliée par ce travail abrutissant, elle vit la désillusion d'une jeune fille qui espérait jadis, à Versailles, revenir « brasser le Québec ». Elle se surprend même à espérer marier un homme riche pour fuir la misère, elle qui ne rêvait pourtant que d'indépendance et d'aventures.
C'est finalement à Radio-Canada que Judith Jasmin trouve sa place. Grâce à l'amitié de Guy Mauffette, un jeune acteur et réalisateur qu'elle a rencontré dans le milieu théâtral, elle décroche divers rôles à la radio. Elle y joue surtout des femmes fatales, méchantes et passionnées. La jeune comédienne n'abandonne pas pour autant le théâtre, participant notamment à des opérettes avec les Variétés lyriques ou le Montreal Repertory Theatre. C'est à cette époque qu'elle rencontre Paul Maugé, un riche éditeur de programmes de spectacle qui deviendra son conjoint malgré les vingt-trois années qui les séparent. 
Il faudra toutefois attendre son rôle dans le feuilleton radiophonique La Pension Velder (1938-1942), de Robert Choquette, pour qu'elle soit révélée au grand public. L'émission raconte les péripéties d'une veuve d'origine belge, Joséphine Velder, qui tient à Montréal une pension de famille avec ses deux enfants, la sage Élise et Alexis, le révolté. On suit, parallèlement aux aventures de la famille Velder, Élise (interprétée par Judith Jasmin) qui est amoureuse d'un jeune homme riche, Marcel Latour que n'aime pas sa mère, Mina, qui déconsidère cette relation. Pendant des années, la cote d'écoute de l'émission radiophonique rivalise avec celle d'Un homme et son pêché. Jasmin était devenue une vedette.

Mais son nouveau statut n'efface pas ses convictions ni son goût pour l'engagement. Féministe déterminée, elle récite des poèmes lors de réunions organisées par Thérèse Casgrain ou Idola Saint-Jean. À Radio-Canada, Casgrain lui fait jouer des rôles dans des sketchs abordant la place des femmes en société ou encore l'épineuse question du suffrage féminin. Jasmin s'engage également par le biais de sa plume et s'adresse directement aux hommes, notamment dans un article intitulé « Guérilla féminine », publié dans La Voix des Bois-Francs:

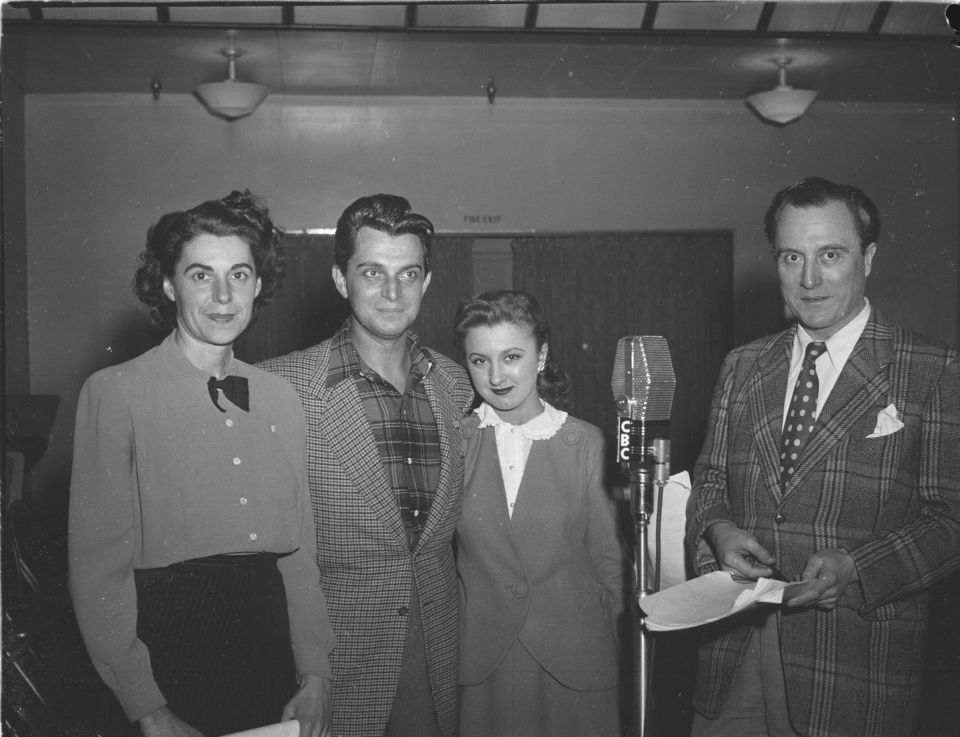
Judith Jasmin, réalisatrice, en compagnie de Paul Cambo, mademoiselle Saint-Pierre et de François Rozet, dans un studio de la station CBC (Radio-Canada) à Montréal en 1946.

« Alors que l'humanité vibre toute entière sous le poids de la pensée de ses génies, alors qu'une inquiétude tenace soulève les nations autour de la lutte ouverte entre dictatures et démocraties, alors qu'on attend avec plus d'angoisse que jamais de quoi sera fait l'avenir, alors que l'humanité traverse une crise décisive d'où doit sortir un ordre nouveau, [...] tu nous refuses toute voix au chapitre, tu nous condamnes à regarder, écouter et admirer sans comprendre. »

Ce sens de l'engagement, qui l'habite depuis sa tendre enfance, allait devenir un élément incontournable de la carrière journalistique qui se profilait à l'horizon. 

### Carrière journalistique

#### Les premiers pas
En 1943, en pleine Seconde Guerre mondiale, Judith Jasmin délaisse ses rôles pour s'établir quelques semaines à New York, où elle travaille à la section française du United States Office of War Information, une agence de propagande américaine. De retour à Montréal, parallèlement à sa carrière de comédienne, elle réalise plusieurs émissions à Radio-Canada, notamment Radio-théâtre, Les voix du pays, Studio G7 et Entrée des artistes. C'est l'occasion pour elle de rencontrer d'éminentes personnalités culturelles canadiennes françaises, notamment Félix Leclerc et Gabrielle Roy. 

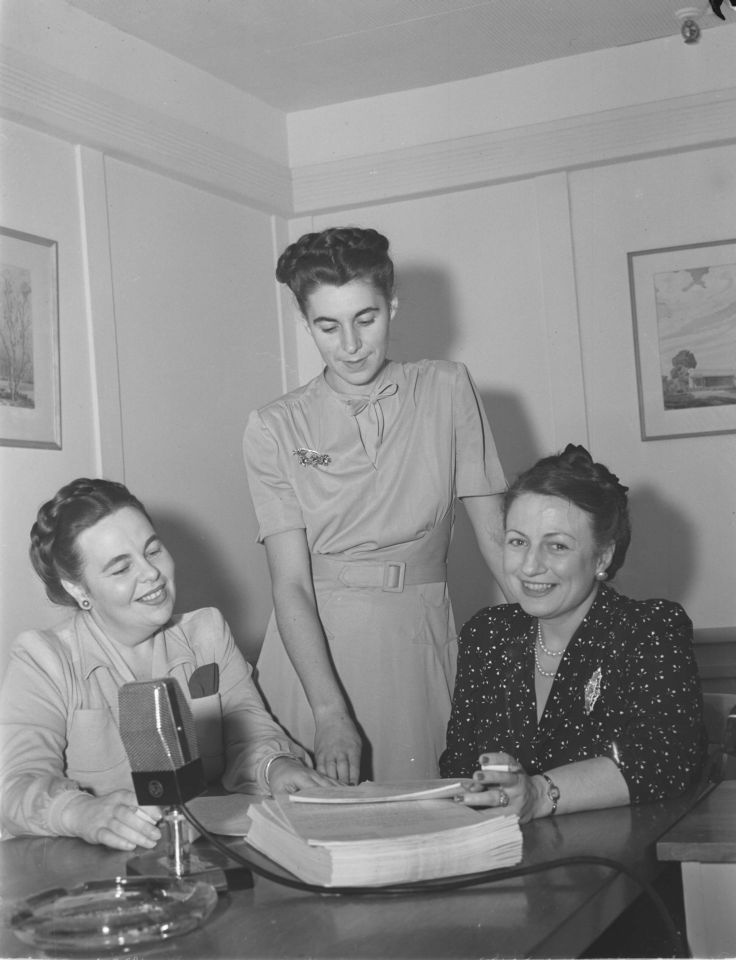
Marcelle Barthe, Judith Jasmin et Berthe Lavoie, les trois réalisatrices de CBF, en 1945.

C'est en 1947 que la carrière de Judith Jasmin, réalisatrice et comédienne acclamée, bifurque définitivement vers le journalisme. À l'âge de trente ans, elle devient speakerine et réalisatrice à l'emploi du Service international de Radio-Canada, alors appelé La Voix du Canada. C'est là qu'elle rencontre un certain René Lévesque, jeune journaliste encore inconnu du grand public.  
En juillet 1947, elle part pour l'Europe. Ce voyage lui donne l'occasion de retrouver sa France bien-aimée et de constater l'ampleur des dévastations causées par la guerre. Son retour au Québec donne lieu à des conférences captivantes où elle informe le public québécois de l'état du Vieux Continent. Elle en profite pour mettre en lumière certains enjeux sociaux, notamment la ségrégation raciale aux États-Unis, et souligner le « rôle pacificateur » que pourrait jouer le Canada à l'international. Dans son journal personnel, elle évoque les profonds bouleversements qui guettent le Québec de l'époque: 

« Dans le monde, la guerre a changé bien des choses. On devine qu'en Europe un monde vient de finir que nous ne retrouverons jamais. C'est la fin d'une époque et déjà nous le sentons. Pour le moment Montréal s'agrandit, les esprits s'élargissent. La vie internationale a remué pas mal d'air et cela a rafraîchi l'atmosphère [...]. Maintenant, je sens qu'un important mouvement vers l'affranchissement des idées est en marche. De plus en plus, on rencontre des Canadiens [français] qui se débattent pour garder une personnalité à eux. Mon amie Gabrielle Roy vient de le prouver avec son livre Bonheur d'occasion et c'est ainsi un peu dans tous les domaines. Le Canada [français] avance vers un certain progrès intellectuel, c'est encourageant. »

Plongée au cœur de cette révolution culturelle, Judith Jasmin interviewe des signataires du Refus global et s'intéresse de près à la grève des mineurs d'Asbestos en 1949. À la même époque, elle se lie d'amitié avec Pierre-Elliott Trudeau, qui est alors un jeune intellectuel libéral fraîchement diplômé d'Harvard et de la London School of Economics. Le couple Jasmin-Maugé noue des relations avec d'éminentes personnalités publiques, cultivant notamment des amitiés avec Édith Piaf ou encore Charles Trenet.

#### Pionnière du journalisme et femme engagée
À Radio-Canada, Judith Jasmin est une pionnière. À la section française du Service international, elle collabore fréquemment avec René Lévesque. Les deux journalistes ont plusieurs points en commun, notamment un sens de l'engagement, un amour pour la langue et la lecture transmis par leurs pères et une horreur de l'establishment et des arrivistes. Jasmin a beaucoup de respect pour Lévesque, impressionnée par son « sens de la nouvelle »,  ses « idées neuves » et sa « spontanéité en ondes ».  Au Service international, Ils couvriront ensemble de nombreux évènements majeurs, notamment le couronnement de la reine Élisabeth II à Londres, le 2 juin 1953. 

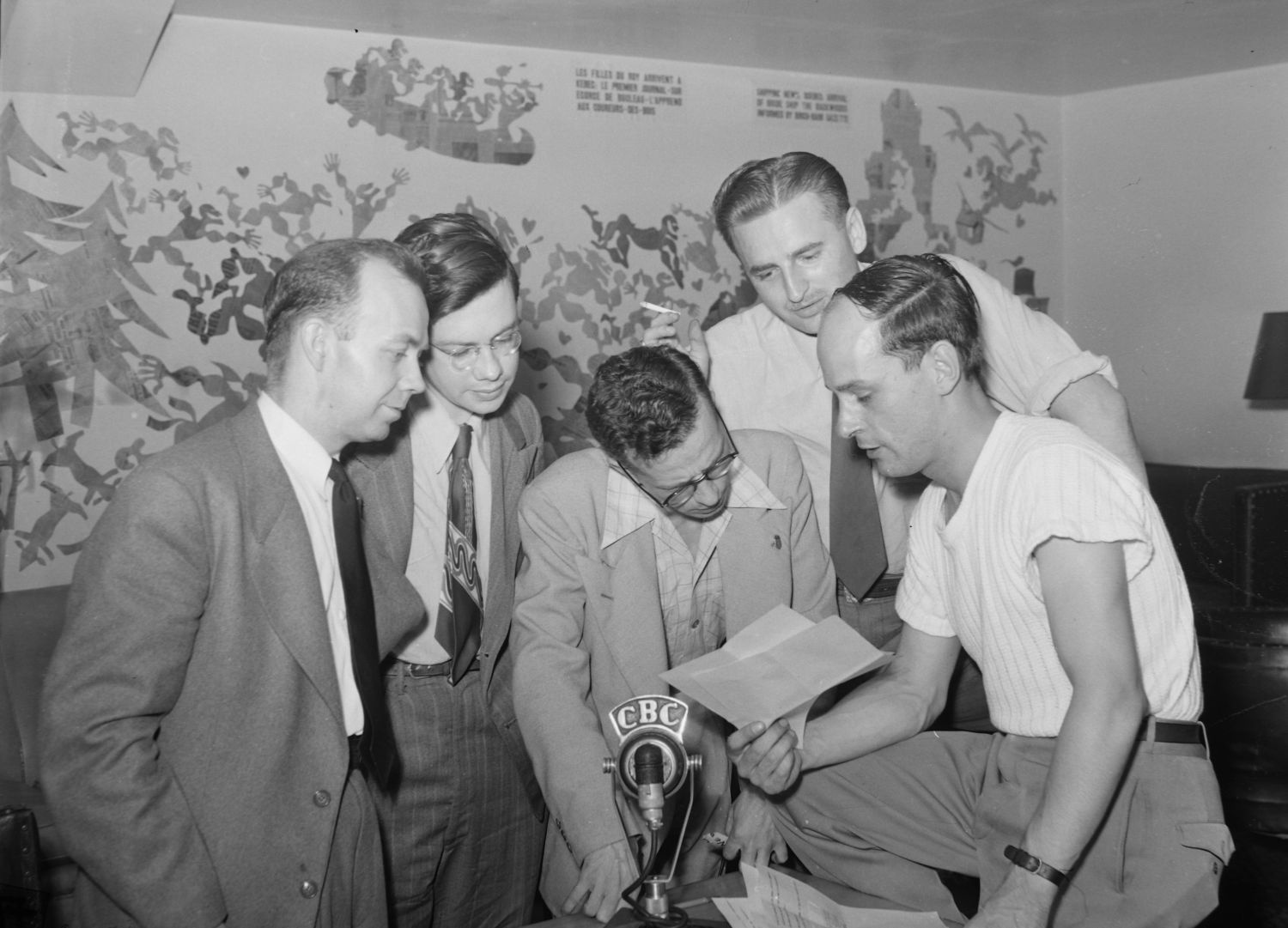
René Lévesque, à droite, au micro de CBC. Il animera avec Judith Jasmin la populaire émission radiophonique Carrefour.

La même année, au sein du Service des reportages, tout juste fondé, la paire Jasmin-Lévesque crée l'émission radiophonique Carrefour, où ils présentent des entretiens et des reportages sur des sujets variés. Parallèlement, ils animent Reportages, un bulletin d'information hebdomadaire, Hors série, des émissions spéciales, et participent à La Revue de l'actualité du Service des nouvelles. Ils produisent les premiers reportages diffusés aux bulletins de nouvelles télévisés et prennent en charge l'entièreté du processus : script, découpage, édition et réalisation. Épris de liberté et de justice sociale, ils n'hésitent pas à teinter leurs analyses d'humanisme tout en observant un strict respect de la rigueur journalistique. Colette Beauchamp qualifie leur travail de véritable « révolution de l'information »et souligne leur profond impact sur la société québécoise:

« Ils inaugurent un nouveau style de journalisme électronique et de journalisme tout court, utilisant toutes les formules : l'entrevue, le document, l'enquête. Ils s'intéressent aux sujets les plus chauds de l'heure : chômage, bas salaires, conditions de travail, traitant de culture et de science comme d'éducation, examinent  les politiques provinciales, fédérales intérieures et extérieures, descendent dans la rue interroger monsieur et madame Tout-le-monde. Sans rapport hiérarchique entre eux, les deux internationalistes d'hier, gardant l'œil ouvert sur le monde extérieur, empoignent l'actualité pour fouiller la réalité québécoise avec la fièvre et l'audace du découvreur, forçant les Québécois à s'informer, à se regarder, à se connaître. Impatients de voir évoluer leur société figée dans le nationalisme traditionnel qu'incarne l'immobilisme et l'obscurantisme du régime duplessiste, ils la font bouger avec plus de ferveur et de dynamisme que de moyens. Leur nouveau pouvoir d'influence, ils l'utilisent pour réveiller un Québec isolé culturellement, socialement et politiquement. »

Complices même en dehors des ondes, Judith Jasmin et René Lévesque entretiennent une liaison intime durant près de trois ans. À la même époque, Judith Jasmin anime Conférence de presse, la première émission de débats publics télévisés. Elle y reçoit d'importantes personnalités locales et étrangères, notamment Lionel Groulx, Camillien Houde, Jean Drapeau, Félix Leclerc, Maurice Richard, Paul-Émile Léger, Karl Stern, Gabriel Marcel, Guy Frégault ou encore l'Abbé Pierre. Peu à peu, elle s'impose dans les foyers québécois comme l'une des grandes voix de son temps, renseignant, éduquant et faisant œuvre démocratique.  
Plus tard, durant l'effervescence de la Révolution tranquille, Jasmin s'impliquera directement dans les causes qui lui tiennent à cœur. La journaliste devient vice-présidente du Mouvement laïque de langue française (MLF), organisme visant à promouvoir la laïcité au Québec, notamment par l'instauration d'un système public d'écoles non-confessionnelles. Sensible au sort des minorités, elle s'indigne également des discriminations à l'encontre des Afro-Américains, au point d'être arrêtée lors d'une manifestation à New-York en 1964, et plaide pour l'amélioration des conditions de vie des autochtones du nord du Québec,. Pour ce qui est de la souveraineté, elle est séduite par les idées indépendantistes. Mais par souci d'éthique professionnelle, elle n'adhère toutefois jamais officiellement ni au Rassemblement pour l'indépendance national (RIN), dont ses parents sont membres, ni plus tard au Parti québécois fondé par René Lévesque. Elle ne révèle pas non plus ses convictions à Radio-Canada, réseau d'information fédéral,. C'est dans ses écrits que l'on retrouve une trace de sa réflexion sur la souveraineté, qu'elle considère comme un vecteur de changement social plutôt qu'une fin en soi: 

« Quand Trudeau (ou Pelletier) dit que l'indépendance ne produit que de l'indépendance... c'est-à-dire pour lui, une sorte de rêve, quelque chose de non monnayable, il fait une erreur de matérialiste. L'indépendance produit une énergie, un stimulant qui, lui, peut conduire à des réalisations monnayables. Il y a une dynamique révolutionnaire, qui se développe à la suite d'une accession à l'indépendance qui, elle, est un facteur non négligeable, quand il s'agit de voir les perspectives d'avenir. La lutte pour l'indépendance, même quand elle se passe sur le plan de la discussion, de l'échange, accélère la maturité politique d'un peuple. »

Durant les années 1960, Judith Jasmin cimente sa réputation de grande reporter d'exception. Comme pigiste, elle contribue aux émissions Carrefour, Premier plan et Champ libre, parcourant les quatre coins du globe en quête de reportages. Elle se rend notamment en Algérie, aux États-Unis, à Cuba, en Israël, en Inde, au Pérou et en Haïti. Toujours très intéressée par les questions culturelles, elle s'entretient avec des icônes des arts et de la littérature du XXe siècle : Salvador Dali, Le Corbusier, Orson Welles, Joséphine Baker, François Truffaut, Hergé, Marcel Pagnol, Jean Cocteau, Eugène Ionesco, André Breton, Marguerite Duras ou encore Anne Hébert. Fait notable, elle est la seule journaliste à avoir interviewé l'écrivaine Gabrielle Roy à la télévision. En 1966, elle est nommée correspondante de Radio-Canada à l'ONU, puis à Washington: de nouveau pionnière, elle devient la première femme correspondante à l'étranger de la société d'État.

### Décès
Atteinte d'un cancer, Judith Jasmin rentre à Montréal en 1970 où elle poursuit malgré tout son travail de reporter aux nouvelles, puis aux affaires publiques. Elle meurt le 20 octobre 1972, à l'âge de 56 ans. 

## Hommages
- En 1972, elle reçoit le prix Olivar-Asselin, grand prix du journalisme québécois créé en 1955 et décerné par la Société Saint-Jean-Baptiste de Montréal. Ce prix est remis à un journaliste québécois qui s'est démarqué relativement à la défense du français au Québec.
- En 1975 est créé le prix Judith Jasmin. Ce prix récompense annuellement les meilleurs reportages écrits et électroniques de la presse québécoise.
- Le pavillon Judith-Jasmin de l'Université du Québec à Montréal (UQAM) est nommé en son honneur, tout comme un nouveau poste électrique d'Hydro-Québec, à Terrebonne[50].
- Le 8 mars 2021, à l'occasion de la journée internationale des droits des femmes, Judith Jasmin est désignée personnage historique du Québec[51].
- Le fonds d'archives de Judith Jasmin est conservé au centre d'archives de Montréal de Bibliothèque et Archives nationales du Québec[52].

### Filmographie
- David Finch et Maureen Marovitch, Judith Jasmin: une journaliste engagée, Lachine (Québec), Picture This Productions Inc., 2000, 42 minutes.